# Излазак
Излазак је роман српског књижевника Радомира Константиновића, објављен први пут у издању Српске књижевне задруге 1960. године. Роман је освојио Нинову награду критике, а данас се сматра једним од важнијих романа модернизма у српској књижевности.
У роману је исприповедана, у техници тока свести, исповест Јуде Искариотског у нарочитом тренутку његовог живота: у току прве ноћи по Христовом распећу, у којој му, како су прорекли пророци, предстоји самоубиство. Књижевна критика је у Константиновићевом роману препознала смелу иновативност и радикално разарање традиционалне форме романа, а и указивала је да је „Излазак” био један од првих романа у српској књижевности који су покушавали да остваре везе више са европском него са домаћом књижевном традицијом. Такође, „Излазак” је било прво дело у српској књижевности које је у целини било засновано на епизоди директно преузете из Библије. Поједини тумачи су ово дело одређивали као „преломни тренутак” у послератном модернизму који је најавио зачетак постмодернистичких тенденција.

## Радња
Роман је написан у виду тока свести Јуде, Христовог ученика и издајника, а радња се одиграва током ноћи након Исусовог распећа и пре његовог самоубиства. Јуда и Исус постављени су у такав однос као да су две стране истог лика. Њихов однос је обликован у виду дијалектичке негације. Нити би било Христове жртве без кључне улоге издајства, нити би Јуда имао своје потпуно остварење без улоге издајника. Улога која је или вољна или додељена чини га вечито везаним за Христов лик и дело. У немогућности да омеђи сопствено постојање, започиње његова агонија, његов покушај да буде далеко од онога који одређује његов живот и, још даље, његову смрт.

## НИН-ова награда
У ужем избору за НИН-ову награду критике за 1960. годину нашла су се четири романа: „Хајка” Михајла Лалића, „Костоломи” Јоза Лаушића, „Оно што беше небо” Владе Малеског и „Излазак” Радомира Константиновића. Жири су сачињавали Милан Богдановић (председник), Велибор Глигорић, Ели Финци, Борислав Михајловић Михиз и Зоран Мишић.
Жири је одлучио да Нинову награду додели Константиновићевом роману већином гласова (једино је В. Глигорић гласао за Хајку М. Лалића).